# Лаукаа
Лаукаа (фин. Laukaa) — община в провинции Центральная Финляндия, Финляндия. Общая площадь территории — 825,62 км², из которых 177,09 км² — вода. Лаукаа в основном состоит из деревень, среди которых Тийтуспохья, Леппявеси, Эйялья, Вихтавуори, Хаапала, Кирконкюля, Лиевестуоре, Валкола и Вехния. В основном в Лаукаа живёт финноязычное население.

## Демография
В 2022 году население Лаукаа составляло 18781 жителей. Финский язык является родным для 98,4 % жителей, шведский — для 0,1 %. Прочие языки являются родными для 1,4 % жителей общины.
Возрастной состав населения:
- до 14 лет — 21,72 %
- от 15 до 64 лет — 63,44 %
- от 65 лет — 14,86 %

Изменение численности населения по годам:
| Год  | Численность |
| ---- | ----------- |
| 1980 | 13 676      |
| 1990 | 15 730      |
| 2000 | 16 548      |
| 2010 | 18 142      |
| 2011 | 18 139      |
| 2022 | 18 781      |

## География
Самые большие посёлки в Лаукаа — Леппявеси, Кирконкюля, Лиевестуоре и Вихтавуори. Соседние сёла и города — Ювяскюля, Ээнекоски, Ханкасалми, Тойвакка, Уурайнен и Конневеси. С географической точки зрения Лаукаа находится внутри обширной водной системы, где соединяются водные системы Саариярви, Виитасаари и Рауталампи.

## Герб
Герб общины использует природную, в частности лесную образность, что связано с тем, что значительную часть территории Лаукаа составляют леса. В центре герба находится сердце, которое символизирует центральное положение в Финляндии.

## История
Лаукаа одно из самых старых сёл в Центральной Финляндии. Лаукаа была основана в 1593 году. В то время города Ювяскюля и Ээнекоски были частью Лаукаа. В начале площадь Лаукаа составляла 2386 квадратных километров.
После войны между Финляндией и Советским Союзом 1939—1944 гг. в Лаукаа были расселены иммигранты из Сортавалы.

## Этимология топонима
Название общины вероятно связано со старым финским словом laugas. Однако в этом названии обнаруживается этимологическая связь с ингерманландским по происхождению гидронимом Луга, который обозначает «влажный луг». Слово с этим корнем можно найти и славянских и балтийских языках, куда оно было заимствовано. Большое количество водоёмов безусловно повлияло на возникновение названия Лаукаа.

## Достопримечательности
- Сараакаллио — самое большое скопление наскальных изображений в Фенноскандии. Ему около 7000 лет. На скалах насчитывается более 100 петроглифов, из которых пригодны для экспонирования не более 20. Сараакаллио было древним капищем.[10]
- Хитонхаута — это огромное ущелье, с высотой стен более 10-20 метров. Согласно народному сказанию, там жил тролль по имени Хитто, пугавший людей. Хитонхаута—географически уникальное место с пышной растительностью.[11]
- Музей Каллунтупа — это экспозиция краеведческого музея. Она состоит из старых исторических зданий Лаукаа, многие из которых были перевезены в Лаукаа из близлежащих деревень.[12]

## Известные уроженцы
- Йохан Пеура (1879—1918) — финский политик, революционер.
- Отто Куусинен (1881—1964) — советский и финский политик Председатель Президиума Верховного Совета Карело-Финской ССР, Глава правительства и министр иностранных дел Финляндской Демократической Республики
- Юха Канккунен (род. 1959) — финский автогонщик. Он стал победителем в общей сложности в четырех чемпионатах мира и стал самым молодым чемпионом мира, выигравшим чемпионат два раза подряд.
- Ээро Хирвонен (род. 1996) — финский спортсмен, лыжный двоеборец. В 2019 году он выиграл парный спринт с Илккой Херола, что стало самым большим его достижением.

## Культура
В Лаукаа проводится с 2016 года проводится музыкальный фестиваль Джон Смит. В 2019 году этот фестиваль был номинирован на звание лучшего рок-фестиваля в Финляндии.